# Brésil aux Jeux olympiques d'été de 2012
Le Brésil participe aux Jeux olympiques d'été de 2012 à Londres au Royaume-Uni du 27 juillet au 12 août 2012. Il s'agit de sa 21e participation à des Jeux d'été.

## Médaillés
| Nom                               | Sport              | Compétition               | Date       |
| --------------------------------- | ------------------ | ------------------------- | ---------- |
| Médailles d'or : 3                |                    |                           |            |
| Sarah Menezes                     | Judo               | Moins de 48 kg femmes     | 28 juillet |
| Arthur Zanetti                    | Gymnastique        | Anneaux                   | 6 août     |
| Équipe de volley-ball féminin     | Volley-ball        | Tournoi féminin           | 11 août    |
| Médailles d'argent : 5            |                    |                           |            |
| Thiago Pereira                    | Natation           | 400 m 4 nages hommes      | 28 juillet |
| Alison Cerutti Emanuel Rego       | Beach-volley       | Tournoi masculin          | 9 août     |
| Esquiva Falcao Florentino         | Boxe               | Moyens (-75 kg) hommes    | 11 août    |
| Équipe de football masculin       | Football           | Tournoi masculin          | 11 août    |
| Équipe de volley-ball masculin    | Volley-ball        | Tournoi masculin          | 12 août    |
| Médailles de bronze : 9           |                    |                           |            |
| Felipe Kitadai                    | Judo               | Moins de 60 kg hommes     | 28 juillet |
| Mayra Aguiar                      | Judo               | Moins de 78 kg femmes     | 2 août     |
| Rafael Silva                      | Judo               | Plus de 100 kg hommes     | 3 août     |
| César Cielo                       | Natation           | 50 m nage libre hommes    | 3 août     |
| Bruno Prada Robert Scheidt        | Voile              | Star hommes               | 5 août     |
| Adriana Araújo                    | Boxe               | Légers (-60 kg) femmes    | 8 août     |
| Juliana Felisberta Larissa França | Beach-volley       | Tournoi féminin           | 8 août     |
| Yamaguchi Falcao Florentino       | Boxe               | Mi-lourds (-81 kg) hommes | 12 août    |
| Yane Marques                      | Pentathlon moderne | Compétition féminine      | 12 août    |

## Athlétisme
Les athlètes du Brésil ont jusqu'ici atteint les minima de qualification dans les épreuves d'athlétisme suivantes (pour chaque épreuve, un pays peut engager trois athlètes à condition qu'ils aient réussi chacun les minima A de qualification, un seul athlète par nation est inscrit sur la liste de départ si seuls les minima B sont réussis), :
Hommes
Courses
| Athlète | Épreuve          | Séries        | Séries | Quarts de finale | Quarts de finale | Demi-finales  | Demi-finales | Finale          | Finale |
| Athlète | Épreuve          | Résultat      | Rang   | Résultat         | Rang             | Résultat      | Rang         | Résultat        | Rang   |
| --- | ---------------- | ------------- | ------ | ---------------- | ---------------- | ------------- | ------------ | --------------- | ------ |
| Nilson Andre | 100 m            | exempt        | exempt | 10 s 26 (MS)     | 28e              | –             | –            | –               | –      |
| Caio Bonfim | 20 km marche     | NC            | NC     | NC               | NC               | NC            | NC           | 1 h 24 min 45 s | 39e    |
| Aldemir da Silva Júnior                                                                                           | 200 m            | 20 s 53       | 10e    | NC               | NC               | 20 s 63       | 16e          | –               | –      |
| Kleberson Davide                                                                                                  | 800 m            | DNS           | -      | NC               | NC               | –             | –            | –               | –      |
| Franck de Almeida                                                                                                 | Marathon         | NC            | NC     | NC               | NC               | NC            | NC           | 2 h 13 min 35 s | 13e    |
| Bruno de Barros                                                                                                   | 200 m            | 20 s 52       | 8e     | NC               | NC               | 20 s 55       | 13e          | –               | –      |
| Marilson dos Santos                                                                                               | Marathon         | NC            | NC     | NC               | NC               | NC            | NC           | 2 h 11 min 10 s | 5e     |
| Paulo Roberto Paula                                                                                               | Marathon         | NC            | NC     | NC               | NC               | NC            | NC           | 2 h 12 min 17 s | 8e     |
| Fabiano Pecanha                                                                                                   | 800 m            | 1 min 46 s 29 | 13e    | NC               | NC               | 1 min 46 s 29 | 19e          | –               | –      |
| Sandro Viana | 200 m            | 21 s 05       | 43e    | NC               | NC               | –             | –            | –               | –      |
| Nilson Andre Aldemir da Silva Júnior Bruno de Barros Carlos Roberto de Moraes Jr José Carlos Moreira Sandro Viana | Relais 4 × 100 m | 38 s 35 (MS)  | 10e    | NC               | NC               | NC            | NC           | -               | -      |

Concours
| Athlète                 | Épreuve          | Qualification | Qualification | Finale   | Finale |
| Athlète                 | Épreuve          | Distance      | Rang          | Distance | Rang   |
| ----------------------- | ---------------- | ------------- | ------------- | -------- | ------ |
| Guilherme Cobbo         | Saut en hauteur  | 2,21 m        | 16e           | –        | –      |
| Fabio da Silva          | Saut à la perche | Pas de marque | -             | –        | –      |
| Mauro Vinicius da Silva | Saut en longueur | 8,11 m        | 1er           | 8,01 m   | 7e     |
| Ronald Juliao           | Lancer du disque | 56,20 m       | 41e           | -        | -      |
| Jonathan Henrique Silva | Triple saut      | 15,59 m       | 26e           | -        | -      |

Combinés – Décathlon
| Athlète                | Épreuve  | 100 m   | SL     | LP      | SH     | 400 m   | 110 H   | LD      | SP     | LJ    | 1500 m        | Total | Rang |
| ---------------------- | -------- | ------- | ------ | ------- | ------ | ------- | ------- | ------- | ------ | ----- | ------------- | ----- | ---- |
| Luiz Alberto de Araujo | Résultat | 10 s 70 | 7,16 m | 13 s 52 | 1,93 m | 48 s 25 | 14 s 79 | 44,76 m | 4,60 m | 51.59 | 4 min 38 s 04 | 7849  | 19e  |
| Luiz Alberto de Araujo | Points   | 929     | 852    | 699     | 740    | 897     | 780     | 875     | 790    | 612   | 693           | 7849  | 19e  |

Femmes
Courses
| Athlète                                                                                            | Épreuve          | Séries        | Séries  | Quarts de finale | Quarts de finale | Demi-finales | Demi-finales | Finale          | Finale |
| Athlète                                                                                            | Épreuve          | Résultat      | Rang    | Résultat         | Rang             | Résultat     | Rang         | Résultat        | Rang   |
| -------------------------------------------------------------------------------------------------- | ---------------- | ------------- | ------- | ---------------- | ---------------- | ------------ | ------------ | --------------- | ------ |
| Geisa Aparecida Coutinho                                                                           | 400 m            | 53 s 43       | 32e     | NC               | NC               | –            | –            | –               | –      |
| Adriana Aparecida da Silva                                                                         | Marathon         | NC            | NC      | NC               | NC               | NC           | NC           | 2 h 33 min 15 s | 47e    |
| Jailma de Lima                                                                                     | 400 m haies      | 57 s 05       | 29e     | NC               | NC               | –            | –            | –               | –      |
| Evelyn dos Santos                                                                                  | 200 m            | 23 s 07       | 21e     | NC               | NC               | 22 s 82 (MP) | 15e          | –               | –      |
| Rosangela Santos                                                                                   | 100 m            | exempte       | exempte | 11 s 07          | 11e              | 11 s 17 (MP) | 12e          | –               | –      |
| Ana Cláudia Silva                                                                                  | 200 m            | 23 s 40       | 33e     | NC               | NC               | –            | –            | –               | –      |
| Joelma Sousa                                                                                       | 400 m            | 52 s 69       | 28e     | NC               | NC               | –            | –            | –               | –      |
| Tamiris de Liz Evelyn dos Santos Vanda Gomes Franciela Krasucki Rosangela Santos Ana Cláudia Silva | Relais 4 × 100 m | 42 s 55       | 6e      | NC               | NC               | NC           | NC           | 42 s 91         | 7e     |
| Geisa Aparecida Coutinho Jailma de Lima Aline dos Santos Joelma Sousa Lucimar Teodoro              | Relais 4 × 400 m | 3 min 32 s 95 | 15e     | NC               | NC               | NC           | NC           | –               | –      |

Concours
| Athlète             | Épreuve           | Qualification | Qualification | Finale       | Finale |
| Athlète             | Épreuve           | Distance      | Rang          | Distance     | Rang   |
| ------------------- | ----------------- | ------------- | ------------- | ------------ | ------ |
| Geisa Arcanjo       | Lancer du poids   | 18,47 m       | 10e           | 19,02 m (MP) | 7e     |
| Keila Costa         | Triple saut       | 13,84 m       | 20e           | -            | -      |
| Andressa de Morais  | Lancer de disque  | 60,94 m       | 16e           | -            | -      |
| Laila Ferer E Silva | Lancer du javelot | 58,39 m       | 21e           | –            | –      |
| Maurren Higa Maggi  | Saut en longueur  | 6,37 m        | 15e           | –            | –      |
| Fabiana Murer       | Saut à la perche  | 4,50 m        | 14e           | –            | –      |

## Aviron
Hommes
| Athlète          | Compétition | Séries        | Séries | Repêchage     | Repêchage | Quarts de finale | Quarts de finale | Demi-finales  | Demi-finales        | Finales       | Finales      |
| Athlète          | Compétition | Temps         | Rang   | Temps         | Rang      | Temps            | Rang             | Temps         | Rang                | Temps         | Rang         |
| ---------------- | ----------- | ------------- | ------ | ------------- | --------- | ---------------- | ---------------- | ------------- | ------------------- | ------------- | ------------ |
| Anderson Nocetti | Skiff       | 7 min 03 s 78 | 21     | 7 min 07 s 17 | 4         | 7 min 17 s 37    | 21               | 7 min 54 s 18 | 9 (demi-finale C/D) | 7 min 25 s 03 | 1 (Finale D) |

Femmes
| Athlète                         | Compétition                                | Séries        | Séries | Repêchage     | Repêchage | Quarts de finale | Quarts de finale | Demi-finales  | Demi-finales        | Finales        | Finales      |
| Athlète                         | Compétition                                | Temps         | Rang   | Temps         | Rang      | Temps            | Rang             | Temps         | Rang                | Temps          | Rang         |
| ------------------------------- | ------------------------------------------ | ------------- | ------ | ------------- | --------- | ---------------- | ---------------- | ------------- | ------------------- | -------------- | ------------ |
| Kissya Cataldo                  | Skiff                                      | 8 min 07 s 75 | 20     | -             | -         | 8 min 12 s 26    | 19               | 8 min 01 s 64 | 4 (demi-finale C/D) | DNS (Finale C) | -            |
| Fabiana Beltrame Luana Bartholo | Deux de couple poids légers\|7 min 34 s 37 | 7 min 34 s 37 | 16     | 7 min 27 s 46 | 7         | NC               | NC               | -             | -                   | 7 min 41 s 43  | 1 (Finale C) |

## Basket-ball
Le Brésil a qualifié son équipe de basket masculine.

### Tournoi masculin
Classement
| # | Équipe          | Pts | GP | P | PP  | PC  | Diff |     |
| - | --------------- | --- | -- | - | --- | --- | ---- | --- |
| 1 | Russie          | 9   | 4  | 1 | 400 | 359 | +41  | +1  |
| 2 | Brésil          | 9   | 4  | 1 | 402 | 349 | +53  | -1  |
| 3 | Espagne         | 8   | 3  | 2 | 414 | 394 | +20  | +12 |
| 4 | Australie       | 8   | 3  | 2 | 410 | 373 | +37  | -12 |
| 5 | Grande-Bretagne | 6   | 1  | 4 | 380 | 405 | -25  |     |
| 6 | Chine           | 5   | 0  | 5 | 313 | 439 | -126 |     |

|  | Qualifié pour les quarts de finale                                                                        |
|  | Pts points ; G victoires ; P défaites PP points marqués ; PC points encaissés ; Diff différence de points |

Matchs
| 29 juillet   | Brésil | 75-71   | Australie | Basketball Arena, Londres     |                               |
| 11 h 15 CEST |        | (36-35) |           | Arbitrage : Guerrino Cerebuch | Arbitrage : Guerrino Cerebuch |

| 31 juillet   | Grande-Bretagne | 62-67   | Brésil | Basketball Arena, Londres  |                            |
| 16 h 45 CEST |                 | (27-27) |        | Arbitrage : Recep Ankaralı | Arbitrage : Recep Ankaralı |

| 2 août       | Brésil | 74-75   | Russie | Basketball Arena, Londres |                          |
| 16 h 45 CEST |        | (32-40) |        | Arbitrage : José Carrion  | Arbitrage : José Carrion |

| 4 août       | Chine | 59-98   | Brésil | Basketball Arena, Londres   |                             |
| 16 h 45 CEST |       | (21-42) |        | Arbitrage : Jungebrand Carl | Arbitrage : Jungebrand Carl |

| 6 août       | Espagne | 82-88   | Brésil | Basketball Arena, Londres |                           |
| 20 h 00 CEST |         | (44-38) |        | Arbitrage : Estevez Pablo | Arbitrage : Estevez Pablo |

Quart de finale
| 8 août       | Brésil | 77 - 82   | Argentine | North Greenwich Arena, Londres |                          |
| 20 h 00 CEST |        | (40 - 46) |           | Arbitrage : Arteaga Juan       | Arbitrage : Arteaga Juan |

### Tournoi féminin
Classement
| # | Équipe          | Pts | GP | P | PP  | PC  | Diff |
| - | --------------- | --- | -- | - | --- | --- | ---- |
| 1 | France          | 10  | 5  | 0 | 356 | 319 | +37  |
| 2 | Australie       | 9   | 4  | 1 | 353 | 322 | +31  |
| 3 | Russie          | 8   | 3  | 2 | 314 | 308 | +6   |
| 4 | Canada          | 7   | 2  | 3 | 328 | 332 | -4   |
| 5 | Brésil          | 6   | 1  | 4 | 329 | 354 | -25  |
| 6 | Grande-Bretagne | 5   | 0  | 5 | 327 | 372 | -45  |

|  | Qualifié pour les quarts de finale                                                                        |
|  | Pts points ; G victoires ; P défaites PP points marqués ; PC points encaissés ; Diff différence de points |

Matchs
| 28 juillet   | Brésil | 58 - 73   | France | Basketball Arena, Londres |  |
| 20 h 00 CEST |        | (34 - 34) |        |                           |  |

| 30 juillet   | Russie | 69 - 59   | Brésil | Basketball Arena, Londres |  |
| 16 h 45 CEST |        | (31 - 26) |        |                           |  |

| 1er août     | Australie | 67 - 61   | Brésil | Basketball Arena, Londres |  |
| 14 h 30 CEST |           | (31 - 18) |        |                           |  |

| 3 août       | Brésil | 73 - 79   | Canada | Basketball Arena, Londres |  |
| 14 h 30 CEST |        | (25 - 39) |        |                           |  |

| 5 août       | Grande-Bretagne | 66 - 78   | Brésil | Basketball Arena, Londres |  |
| 22 h 15 CEST |                 | (36 - 39) |        |                           |  |

## Boxe
Hommes
| Robson Conceicao            | Légers (-60 kg)       | Josh Taylor (GBR) 9-13      | –                              | –                                  | –                             | –                          | – | – | – | – |
| Everton dos Santos Lopes    | Super-légers (-64 kg) | exempt                      | Roniel Iglesias (CUB) 15-18    | –                                  | –                             | –                          | – | – |   |   |
| Esquiva Falcao Florentino   | Moyens (-75 kg)       | exempt                      | Soltan Migitinov (AZE) 24-11   | Zoltán Harcsa (HUN) 14-10          | Anthony Ogogo (GBR) 16-9      | Ryōta Murata (JPN) · 13-14 |   |   |   |   |
| Yamaguchi Falcao Florentino | Mi-lourds (-81 kg)    | Sumit Sangwan (IND) 15-14   | Meng Fanlong (CHN) 17-17       | Julio César de la Cruz (CUB) 18-15 | Egor Mekhontsev (RUS) · 11-23 | -                          |   |   |   |   |
| Juliao Henriques Neto       | Mouches (-52 kg)      | Pak Jong-chol (PRK) 12-8    | J Cintrón (PUR) 13-18          | –                                  | –                             | –                          | – | – | – | – |
| Juliao Henriques Neto       | Mi-moyennes (-69 kg)  | Errol Spence (USA) 10-16    | –                              | –                                  | –                             | –                          | – | – | – | – |
| Robenilson Vieira de Jesus  | Coqs (-56 kg)         | Orzubek Shayimov (UZB) 13-7 | Sergey Vodopiyanov (RUS) 13-11 | Lázaro Álvarez (CUB) 11-16         | –                             | –                          | – | – | – | – |

Femmes
| Adriana Araújo | Légers (-60 kg)  | Saida Khassenova (KAZ) 16-14 | Mahjouba Oubtil (MAR) 16-12 | Sofya Ochigava (RUS) · 11-17 | - |   |   |   |   |
| Roseli Feitosa | Moyens (-75 kg)  | Li Jinzi (CHN) 14-19         | –                           | –                            | – | – | – |   |   |
| Erica Matos    | Mouches (-51 kg) | Karlha Magliocco (VEN) 14-15 | –                           | –                            | – | – | – | – | – |

## Canoë-kayak

### Course en ligne
Le Brésil a qualifié des canoës pour les épreuves suivantes :
| Athlète                       | Compétition | Éliminatoires  | Éliminatoires | Demi-finales   | Demi-finales | Finale A | Finale A | Finale B       | Finale B |
| Athlète                       | Compétition | Temps          | Rang          | Temps          | Rang         | Temps    | Rang     | Temps          | Rang     |
| ----------------------------- | ----------- | -------------- | ------------- | -------------- | ------------ | -------- | -------- | -------------- | -------- |
| Ronilson Oliveira             | C1 – 200 m  | 42 s 216       | 17e           | 42 s 560       | 14e          | –        | –        | 44 s 586       | 4e       |
| Ronilson Oliveira Erlon Silva | C2 – 1000 m | 3 min 41 s 014 | 4e            | 3 min 42 s 101 | 8e           | –        | –        | 3 min 41 s 484 | 2e       |

### Slalom
| Athlète    | Compétition | Éliminatoires | Éliminatoires | Éliminatoires | Éliminatoires | Éliminatoires | Éliminatoires | Demi-finales | Demi-finales | Finale   | Finale |
| Athlète    | Compétition | Course 1      | Rang          | Course 2      | Rang          | Total         | Rang          | Résultat     | Rang         | Résultat | Rang   |
| ---------- | ----------- | ------------- | ------------- | ------------- | ------------- | ------------- | ------------- | ------------ | ------------ | -------- | ------ |
| Ana Satila | K1 femmes   | 179 s 92      | 21e           | 110 s 83      | 13e           | 110 s 83      | 13e           | -            | -            | -        | -      |

## Cyclisme

### Cyclisme sur route
En cyclisme sur route, le Brésil a qualifié trois hommes et trois femmes.
Hommes
| Athlète         | Compétition      | Temps           | Rang |
| --------------- | ---------------- | --------------- | ---- |
| Murilo Fischer  | Course en ligne  | 5 h 46 min 37 s | 32e  |
| Magno Nazaret   | Course en ligne  | DNF             | -    |
| Magno Nazaret   | Contre-la-montre | 55 min 50 s 77  | 26e  |
| Gregolry Panizo | Course en ligne  | DNF             | -    |

Femmes
| Athlète            | Compétition      | Temps           | Rang |
| ------------------ | ---------------- | --------------- | ---- |
| Clemilda Fernandes | Course en ligne  | 3 h 35 min 56 s | 23e  |
| Clemilda Fernandes | Contre-la-montre | 41 min 25 s 39  | 18e  |
| Janildes Fernandes | Course en ligne  | DNF             | -    |
| Fernanda Souza     | Course en ligne  | hors délais     | -    |

### VTT
| Athlète         | Compétition              | Temps           | Rang |
| --------------- | ------------------------ | --------------- | ---- |
| Rubens Donizete | Cross-country VTT hommes | 1 h 34 min 23 s | 24e  |

### BMX
| Athlète        | Compétition | Qualifications | Qualifications | Quarts de finale | Quarts de finale | Demi-finales | Demi-finales | Finale   | Finale |
| Athlète        | Compétition | Résultat       | Rang           | Résultat         | Rang             | Résultat     | Rang         | Résultat | Rang   |
| -------------- | ----------- | -------------- | -------------- | ---------------- | ---------------- | ------------ | ------------ | -------- | ------ |
| Renato Rezende | BMX hommes  | 38 s 628       | 8e             | 36 (DNF)         | 16               | -            | -            | -        | -      |
| Squel Stein    | BMX femmes  | 42 s 995       | 15e            | NC               | NC               | 28 (DNF)     | 16           | -        | -      |

## Équitation

### Concours complet
| Athlète                                                                | Cheval           | Compétition | Dressage  | Dressage | Cross-country | Cross-country | Cross-country | Saut d'obstacles | Saut d'obstacles | Saut d'obstacles | Saut d'obstacles | Total  | Total |
| Athlète                                                                | Cheval           | Compétition | Dressage  | Dressage | Cross-country | Cross-country | Cross-country | Qualification    | Qualification    | Qualification    | Finale           | Total  | Total |
| Athlète                                                                | Cheval           | Compétition | Pénalités | Rang     | Pénalités     | Total         | Rang          | Pénalités        | Total            | Rang             | Pénalités        | Total  | Rang  |
| ---------------------------------------------------------------------- | ---------------- | ----------- | --------- | -------- | ------------- | ------------- | ------------- | ---------------- | ---------------- | ---------------- | ---------------- | ------ | ----- |
| Serguei Fofanoff                                                       | Barbara TW       | Individuel  | 72.00     | 73e      | Éliminé       | -             | -             | -                | -                | -                | -                | -      | -     |
| Ruy Fonseca                                                            | Tom Bombadil Too | Individuel  | 53.90     | 48e      | 26.40         | 80.30         | 45e           | 12.00            | 92.30            | 42e              | -                | -      | -     |
| Marcio Jorge                                                           | Josephine MCJ    | Individuel  | 58.50     | 58e      | 42.80         | 101.30        | 50e           | 4.00             | 105.30           | 46e              | -                | -      | -     |
| Marcelo Tosi                                                           | Eleda All Black  | Individuel  | 58.00     | 57e      | 29.60         | 87.60         | 47e           | 10.00            | 97.60            | 44e              | -                | -      | -     |
| Serguei Fofanoff Ruy Fonseca Renan Guerreiro Marcio Jorge Marcelo Tosi | Voir ci-dessus   | Par équipes | 170.40    | 13e      | 98.80         | 269.20        | 10e           | NC               | NC               | NC               | 26.00            | 295.20 | 9e    |

### Dressage
| Athlète       | Cheval | Compétition | 1er tour | 1er tour       | 2e tour | 2e tour | 2e tour     | 2e tour | Finale | Finale | Finale      | Finale |
| Athlète       | Cheval | Compétition | Score    | Rang           | Score   | Rang    | Score total | Rang    | Score  | Rang   | Score total | Rang   |
| ------------- | ------ | ----------- | -------- | -------------- | ------- | ------- | ----------- | ------- | ------ | ------ | ----------- | ------ |
| Luiza Almeida | Pastor | Individuel  | 65.866   | 47e (éliminée) | -       | -       | -           | -       | -      | -      | -           | -      |

### Saut d'obstacles
| Athlète                                                                                 | Cheval                  | Compétition | Qualification | Qualification | Qualification | Qualification | Qualification | Qualification | Qualification | Qualification | Finale    | Finale   | Finale    | Finale   | Finale   | Total     | Total |
| Athlète                                                                                 | Cheval                  | Compétition | 1er tour      | 1er tour      | 2e tour       | 2e tour       | 2e tour       | 3e tour       | 3e tour       | 3e tour       | Finale A  | Finale A | Finale B  | Finale B | Finale B | Total     | Total |
| Athlète                                                                                 | Cheval                  | Compétition | Pénalités     | Rang          | Pénalités     | Total         | Rang          | Pénalités     | Total         | Rang          | Pénalités | Rang     | Pénalités | Total    | Rang     | Pénalités | Rang  |
| --------------------------------------------------------------------------------------- | ----------------------- | ----------- | ------------- | ------------- | ------------- | ------------- | ------------- | ------------- | ------------- | ------------- | --------- | -------- | --------- | -------- | -------- | --------- | ----- |
| Álvaro de Miranda Neto                                                                  | AD Rahmannshof's Bogeno | Individuel  | 0             | 1er           | 0             | 0             | 1er           | 8             | 8             | 11e           | 4         | 11e      | 5         | 9        | 12e      | 9         | 12e   |
| José Roberto Fernandez Filho                                                            | Maestro St. Lois        | Individuel  | 0             | 1er           | 4             | 4             | 17e           | 46            | 50            | 45e (éliminé) | -         | -        | -         | -        | -        | -         | -     |
| Rodrigo Pessoa                                                                          | HH Rebozo               | Individuel  | 1             | 33e           | 4             | 5             | 27e           | 5             | 10            | 25e           | 4         | 11e      | 13        | 17       | 22e      | 17        | 22e   |
| Carlos Eduardo Ribas                                                                    | Wilexo                  | Individuel  | 42            | 72e (éliminé) | -             | -             | -             | -             | -             | -             | -         | -        | -         | -        | -        | -         | -     |
| Álvaro de Miranda Neto José Roberto Fernandez Filho Rodrigo Pessoa Carlos Eduardo Ribas | Voir ci-dessus          | Par équipes | NC            | NC            | NC            | NC            | NC            | 1             | NC            | 5e            | -         | -        | -         | -        | -        | -         | -     |

## Escrime
Hommes
| Athlète         | Compétition        | 1/32 de finale   | 1/16 de finale             | 1/8 de finale    | Quarts de finale | Demi-finales     | Finale           | Finale |
| Athlète         | Compétition        | Adversaire Score | Adversaire Score           | Adversaire Score | Adversaire Score | Adversaire Score | Adversaire Score | Rang   |
| --------------- | ------------------ | ---------------- | -------------------------- | ---------------- | ---------------- | ---------------- | ---------------- | ------ |
| Athos Schwantes | Épée individuelle  | NC               | Bas Verwijlen (NED) 10-15  | -                | -                | -                | -                | -      |
| Guilherme Toldo | Fleuret individuel | NC               | Race Imboden (USA) 6-15    | -                | -                | -                | -                | -      |
| Renzo Agresta   | Sabre individuel   | NC               | Benedikt Wagner (GER) 6-15 | -                | -                | -                | -                | -      |

## Football
Les deux équipes de football (hommes et femmes) participeront aux JO,.

### Tournoi masculin
Classement
| Rang | Équipe           | Pts | J | G | N | P | Bp | Bc | Diff |
| ---- | ---------------- | --- | - | - | - | - | -- | -- | ---- |
| 1    | Brésil           | 9   | 3 | 3 | 0 | 0 | 9  | 3  | +6   |
| 2    | Égypte           | 4   | 3 | 1 | 1 | 1 | 6  | 5  | +1   |
| 3    | Biélorussie      | 3   | 3 | 1 | 0 | 2 | 3  | 6  | -3   |
| 4    | Nouvelle-Zélande | 1   | 3 | 0 | 1 | 2 | 1  | 5  | -4   |

|  | Qualifié pour le deuxième tour de la compétition.                                                                  |
|  | Pts points ; G victoires ; N match nuls ; P défaites Bp buts marqués ; Bc buts encaissés ; Diff différence de buts |

Matchs
| 26 juillet 2012 | Brésil                                                | 3 - 2   | Égypte                     | Millennium Stadium, Cardiff                      |                                                  |
| 19 h 45 CEST    | Rafael da Silva 16e · Leandro Damião 26e · Neymar 30e | (3 - 0) | Aboutreika 52e · Salah 72e | Spectateurs : 26 812 Arbitrage : Gianluca Rocchi | Spectateurs : 26 812 Arbitrage : Gianluca Rocchi |
| 19 h 45 CEST    | Rapport                                               |         |                            | Spectateurs : 26 812 Arbitrage : Gianluca Rocchi | Spectateurs : 26 812 Arbitrage : Gianluca Rocchi |

| 29 juillet 2012 | Brésil                              | 3-1   | Biélorussie | Old Trafford, Manchester                          |                                                   |
| 14 h 45 CEST    | Pato 15e · Neymar 65e · Oscar 90+3e | (1-1) | Bressan 8e  | Spectateurs : 66 212 Arbitrage : Yuichi Nishimura | Spectateurs : 66 212 Arbitrage : Yuichi Nishimura |
| 14 h 45 CEST    | Rapport                             |       |             | Spectateurs : 66 212 Arbitrage : Yuichi Nishimura | Spectateurs : 66 212 Arbitrage : Yuichi Nishimura |

| 1er août 2012 | Brésil                                                              | 3-0   | Nouvelle-Zélande | St James' Park, Newcastle                       |                                                 |
| 14 h 30 CEST  | Danilo 23e · Leandro Damião 29e · Sandro 52e · Alex Sandro 71e, 76e | (2-0) |                  | Spectateurs : 25 201 Arbitrage : Bakary Gassama | Spectateurs : 25 201 Arbitrage : Bakary Gassama |
| 14 h 30 CEST  | Rapport                                                             |       |                  | Spectateurs : 25 201 Arbitrage : Bakary Gassama | Spectateurs : 25 201 Arbitrage : Bakary Gassama |

Quart de finale
| 4 août 2012 | Brésil                                     | 3 - 2   | Honduras                                                            | St James' Park, Newcastle                    |                                              |
| 17h00 CEST  | Leandro Damião 38e 60e · Neymar 51e (pen.) | (1 - 1) | Martínez 12e · Espinoza 48e · Crisanto 31e, 32e · Espinoza 25e, 90e | Spectateurs : 42 166 Arbitrage : Felix Brych | Spectateurs : 42 166 Arbitrage : Felix Brych |
| 17h00 CEST  | Rapport                                    |         |                                                                     | Spectateurs : 42 166 Arbitrage : Felix Brych | Spectateurs : 42 166 Arbitrage : Felix Brych |

Demi-finale
| 7 août 2012 | Corée du Sud | 0 - 3   | Brésil                              | Old Trafford, Manchester                        |                                                 |
| 19h45 CEST  |              | (0 - 1) | Rômulo 37e · Leandro Damião 57e 63e | Spectateurs : 69 389 Arbitrage : Pavel Královec | Spectateurs : 69 389 Arbitrage : Pavel Královec |
| 19h45 CEST  | Rapport      |         |                                     | Spectateurs : 69 389 Arbitrage : Pavel Královec | Spectateurs : 69 389 Arbitrage : Pavel Královec |

Finale
| 11 août 2012 | Brésil     | 1 - 2   | Mexique         | Wembley Stadium, Londres                          |                                                   |
| 15h00 CEST   | Hulk 90+1e | (0 - 1) | Peralta 1re 75e | Spectateurs : 86 162 Arbitrage : Mark Clattenburg | Spectateurs : 86 162 Arbitrage : Mark Clattenburg |
| 15h00 CEST   | Rapport    |         |                 | Spectateurs : 86 162 Arbitrage : Mark Clattenburg | Spectateurs : 86 162 Arbitrage : Mark Clattenburg |

### Tournoi féminin
Sélection
| #           | Nom                  | Club                    | Âge        | Joués      | But inscrit | Averti     | Carton jaune · Carton jaune · Carton rouge | Carton rouge |
| Entraîneur  | Entraîneur           | Entraîneur              | Entraîneur | Entraîneur | Entraîneur  | Entraîneur | Entraîneur                                 | Entraîneur   |
| ----------- | -------------------- | ----------------------- | ---------- | ---------- | ----------- | ---------- | ------------------------------------------ | ------------ |
|             | Jorge Barcellos      |                         |            |            |             |            |                                            |              |
| Gardiennes  |                      |                         |            |            |             |            |                                            |              |
|             | Bárbara              | Foz Cataratas           | 24         | 0          | 0           | 0          | 0                                          | 0            |
|             | Andréia Suntaque     | Clube Atlético Juventus | 35         | 0          | 0           | 0          | 0                                          | 0            |
| Défenseurs  |                      |                         |            |            |             |            |                                            |              |
|             | Rosana Augusto       | Olympique lyonnais      | 30         | 0          | 0           | 0          | 0                                          | 0            |
|             | Bruna Benites        | Foz Cataratas           | ?          | 0          | 0           | 0          | 0                                          | 0            |
|             | Maurine Gonçalves    | Centro Olímpico         | 26         | 0          | 0           | 0          | 0                                          | 0            |
|             | Aline Pellegrino (c) | WFC Rossiyanka          | 30         | 0          | 0           | 0          | 0                                          | 0            |
|             | Daiane Rodrigues     | São José                | 29         | 0          | 0           | 0          | 0                                          | 0            |
| Milieux     |                      |                         |            |            |             |            |                                            |              |
|             | Francielle Alberto   | São José                | 22         | 0          | 0           | 0          | 0                                          | 0            |
|             | Renata Costa         | Foz Cataratas           | 26         | 0          | 0           | 0          | 0                                          | 0            |
|             | Thaís Guedes         | AD Vitória              | 19         | 0          | 0           | 0          | 0                                          | 0            |
|             | Miraildes Mota       | São Jose                | 34         | 0          | 0           | 0          | 0                                          | 0            |
|             | Elaine Moura         | Tyresö FF               | 29         | 0          | 0           | 0          | 0                                          | 0            |
|             | Ester Santos         | WFC Rossiyanka          | 27         | 0          | 0           | 0          | 0                                          | 0            |
| Attaquantes |                      |                         |            |            |             |            |                                            |              |
|             | Grazielle Nascimento | Portuguesa              | 31         | 0          | 0           | 0          | 0                                          | 0            |
|             | Érika Santos         | Centro Olímpico         | 24         | 0          | 0           | 0          | 0                                          | 0            |
|             | Cristiane Silva      | WFC Rossiyanka          | 27         | 0          | 0           | 0          | 0                                          | 00           |
|             | Marta Silva          | Tyresö FF               | 26         | 0          | 0           | 0          | 0                                          | 0            |
|             | Fabiana Simões       | WFC Rossiyanka          | 22         | 0          | 0           | 0          | 0                                          | 0            |

Classement
| Rang | Équipe           | Pts | J | G | N | P | Bp | Bc | Diff |
| ---- | ---------------- | --- | - | - | - | - | -- | -- | ---- |
| 1    | Grande-Bretagne  | 9   | 3 | 3 | 0 | 0 | 5  | 0  | +5   |
| 2    | Brésil           | 6   | 3 | 2 | 0 | 1 | 6  | 1  | +5   |
| 3    | Nouvelle-Zélande | 3   | 3 | 1 | 0 | 2 | 3  | 3  | 0    |
| 4    | Cameroun         | 0   | 3 | 0 | 0 | 3 | 1  | 11 | -10  |

|  | Qualifié pour le deuxième tour de la compétition.                                                                  |
|  | Pts points ; G victoires ; N match nuls ; P défaites Bp buts marqués ; Bc buts encaissés ; Diff différence de buts |

Matchs
| 25 juillet 2012 | Cameroun | 0-5   | Brésil                                                                           | Millennium, Cardiff                              |                                                  |
| 18h45 CEST      |          | (0-2) | 7e Francielle · 10e Renata Costa · 73e (pen.) Marta · 81e Christiane · 88e Marta | Spectateurs : 30 847 Arbitrage : Jenny Palmqvist | Spectateurs : 30 847 Arbitrage : Jenny Palmqvist |
| 18h45 CEST      | Rapport  |       |                                                                                  | Spectateurs : 30 847 Arbitrage : Jenny Palmqvist | Spectateurs : 30 847 Arbitrage : Jenny Palmqvist |

| 28 juillet 2012 | Nouvelle-Zélande | 0-1   | Brésil         | Millennium, Cardiff                            |                                                |
| 14h30 CEST      |                  | (0-0) | 86e Christiane | Spectateurs : 30 103 Arbitrage : Tony Readings | Spectateurs : 30 103 Arbitrage : Tony Readings |
| 14h30 CEST      | Rapport          |       |                | Spectateurs : 30 103 Arbitrage : Tony Readings | Spectateurs : 30 103 Arbitrage : Tony Readings |

| 31 juillet 2012 | Grande-Bretagne       | 1-0   | Brésil | Wembley, Londres                                    |                                                     |
| 19h45 CEST      | 2e Stephanie Houghton | (1-0) |        | Spectateurs : 70 584 Arbitrage : Carol Anne Chenard | Spectateurs : 70 584 Arbitrage : Carol Anne Chenard |
| 19h45 CEST      | Rapport               |       |        | Spectateurs : 70 584 Arbitrage : Carol Anne Chenard | Spectateurs : 70 584 Arbitrage : Carol Anne Chenard |

Quart de finale
| Match 21               | Brésil  | 0 - 2   | Japon                             | Millennium, Cardiff                              |                                                  |
| 3 août 2012 17h00 CEST |         | (0 - 1) | 27e Yūki Ōgimi · 73e Shinobu Ohno | Spectateurs : 28 528 Arbitrage : Kirsi Heikkinen | Spectateurs : 28 528 Arbitrage : Kirsi Heikkinen |
| 3 août 2012 17h00 CEST | Rapport |         |                                   | Spectateurs : 28 528 Arbitrage : Kirsi Heikkinen | Spectateurs : 28 528 Arbitrage : Kirsi Heikkinen |

## Gymnastique

### Artistique
Hommes
| Athlète        | Compétition | Appareils  | Appareils  | Appareils  | Appareils  | Appareils  | Appareils  | Qualification | Qualification | Appareils  | Appareils | Appareils  | Appareils | Appareils | Appareils  | Finale | Finale |
| Athlète        | Compétition | S          | CA         | A          | SC         | BP         | BF         | Total         | Rang          | S          | CA        | A          | SC        | BP        | BF         | Total  | Rang   |
| -------------- | ----------- | ---------- | ---------- | ---------- | ---------- | ---------- | ---------- | ------------- | ------------- | ---------- | --------- | ---------- | --------- | --------- | ---------- | ------ | ------ |
| Diego Hypólito | Individuel  | 13.766 59e | -          | -          | -          | -          | -          | 13.766        | -             | -          | -         | -          | -         | -         | -          | -      | -      |
| Sergio Sasaki  | Individuel  | 14.533 36e | 14.033 29e | 14.633 29e | 16.200 10e | 15.200 17e | 14.533 28e | 89.132        | 11e           | 14.233 17e | 14.366 7e | 14.233 17e | 16.100 5e | 15.200 9e | 14.833 10e | 88.965 | 10e    |
| Arthur Zanetti | Individuel  | -          | -          | 15.616 4e  | -          | -          | -          | 15.616        | -             | -          | -         | 15.900 ·   | -         | -         | -          | 15.900 | -      |

Femmes
| Athlète                                                                        | Compétition | Appareils  | Appareils  | Appareils  | Appareils  | Qualification | Qualification | Appareils | Appareils | Appareils | Appareils | Finale | Finale |
| Athlète                                                                        | Compétition | S          | SC         | BA         | P          | Total         | Rang          | S         | SC        | BA        | P         | Total  | Rang   |
| ------------------------------------------------------------------------------ | ----------- | ---------- | ---------- | ---------- | ---------- | ------------- | ------------- | --------- | --------- | --------- | --------- | ------ | ------ |
| Harumy de Freitas                                                              | Individuel  | -          | -          | -          | 12.033 67e | 12.033        | -             | -         | -         | -         | -         | -      | -      |
| Daiane dos Santos                                                              | Individuel  | 14.166 17e | -          | 12.966 54e | -          | 27.132        | -             | -         | -         | -         | -         | -      | -      |
| Ethiene Franco                                                                 | Individuel  | 13.166 50e | 13.566 60e | 12.933 55e | 13.000 48e | 52.665        | 38e           | -         | -         | -         | -         | -      | -      |
| Daniele Hypólito                                                               | Individuel  | 11.900 80e | 13.766 50e | 12.900 56e | 14.166 23e | 52.732        | 37e           | -         | -         | -         | -         | -      | -      |
| Bruna Leal                                                                     | Individuel  | 13.433 43e | 14.066 39e | 12.466 64e | 12.800 52e | 52.765        | 36e           | -         | -         | -         | -         | -      | -      |
| Daiane dos Santos Ethiene Franco Harumy de Freitas Daniele Hypólito Bruna Leal | Par équipes | 40.765 10e | 41.765 12e | 38.799 12e | 39.966 9e  | 161.295       | 12e           | -         | -         | -         | -         | -      | -      |

## Haltérophilie
| Athlète               | Compétition | Arraché  | Arraché | Épaulé-jeté | Épaulé-jeté | Total | Rang |
| Athlète               | Compétition | Résultat | Rang    | Résultat    | Rang        | Total | Rang |
| --------------------- | ----------- | -------- | ------- | ----------- | ----------- | ----- | ---- |
| Fernando Saraiva Reis | +105 kg     | 180      | 14e     | 220         | 12e         | 400   | 12e  |

| Athlète            | Compétition | Arraché  | Arraché | Épaulé-jeté | Épaulé-jeté | Total | Rang |
| Athlète            | Compétition | Résultat | Rang    | Résultat    | Rang        | Total | Rang |
| ------------------ | ----------- | -------- | ------- | ----------- | ----------- | ----- | ---- |
| Jaqueline Ferreira | -75 kg      | 102      | 8e      | 128         | 7e          | 230   | 8e   |

## Handball
L'équipe féminine de Handball participe aux JO.

### Tournoi féminin
Classement
| # | Équipe          | Pts | G | N | P | BP  | BC  | Diff |    |
| - | --------------- | --- | - | - | - | --- | --- | ---- | -- |
| 1 | Brésil          | 8   | 4 | 0 | 1 | 137 | 122 | +15  | +1 |
| 2 | Croatie         | 8   | 4 | 0 | 1 | 145 | 115 | +30  | -1 |
| 3 | Russie          | 7   | 3 | 1 | 1 | 151 | 125 | +26  |    |
| 4 | Monténégro      | 5   | 2 | 1 | 2 | 137 | 123 | +14  |    |
| 5 | Angola          | 2   | 1 | 0 | 4 | 133 | 142 | -9   |    |
| 6 | Grande-Bretagne | 0   | 0 | 0 | 5 | 91  | 166 | -75  |    |

|  | Qualifié pour les quarts de finale                                                                             |
|  | Pts points ; G victoires ; N nuls ; P défaites BP buts marqués ; BC buts encaissés ; Diff différence de points |

Matchs
| 28 juillet | Croatie          | 23 - 24  | Brésil                    | Copper Box, Londres                          |                                              |
| 14 h 30    | Dijana Jovetic 6 | (10 - 9) | Alexandra do Nascimento 5 | Arbitrage : C. Bonaventura et J. Bonaventura | Arbitrage : C. Bonaventura et J. Bonaventura |
| 14 h 30    | Rapport          |          |                           | Arbitrage : C. Bonaventura et J. Bonaventura | Arbitrage : C. Bonaventura et J. Bonaventura |

| 30 juillet | Brésil                    | 27 - 25   | Monténégro           | Copper Box, Londres                  |                                      |
| 19 h 30    | Alexandra do Nascimento 8 | (15 - 16) | Katarina Bulatović 5 | Arbitrage : P. Olesen, L-E. Pedersen | Arbitrage : P. Olesen, L-E. Pedersen |
| 19 h 30    | Rapport                   |           |                      | Arbitrage : P. Olesen, L-E. Pedersen | Arbitrage : P. Olesen, L-E. Pedersen |

| 1er août | Grande-Bretagne          | 17 - 30  | Brésil                | Copper Box, Londres                 |                                     |
| 16 h 15  | Lyn Byl, Marie Gerbron 5 | (8 - 17) | Ana Paula Rodrigues 7 | Arbitrage : Y. Coulibaly, M.Diabaté | Arbitrage : Y. Coulibaly, M.Diabaté |
| 16 h 15  | Rapport                  |          |                       | Arbitrage : Y. Coulibaly, M.Diabaté | Arbitrage : Y. Coulibaly, M.Diabaté |

| 3 août  | Russie          | 31 - 27   | Brésil                    | Copper Box, Londres               |                                   |
| 16 h 15 | Emilia Toureï 7 | (15 - 14) | Alexandra do Nascimento 9 | Arbitrage : N. Lazaar, L. Reveret | Arbitrage : N. Lazaar, L. Reveret |
| 16 h 15 | Rapport         |           |                           | Arbitrage : N. Lazaar, L. Reveret | Arbitrage : N. Lazaar, L. Reveret |

| 5 août  | Brésil                             | 29 - 26   | Angola            | Copper Box, Londres                |                                    |
| 11 h 15 | Diniz, do Nascimento et Pinheiro 5 | (15 - 17) | Marcelina Kiala 6 | Arbitrage : B. Bartlett, A. Stokes | Arbitrage : B. Bartlett, A. Stokes |
| 11 h 15 | Rapport                            |           |                   | Arbitrage : B. Bartlett, A. Stokes | Arbitrage : B. Bartlett, A. Stokes |

Quart de finale
| 7 août | Brésil                    | 19 - 21  | Norvège              | Basketball Arena, Londres                    |                                              |
| 11h00  | Alexandra do Nascimento 5 | (13 - 9) | Linn-Kristin Koren 5 | Arbitrage : C. Bonaventura et J. Bonaventura | Arbitrage : C. Bonaventura et J. Bonaventura |
| 11h00  | Rapport                   |          |                      | Arbitrage : C. Bonaventura et J. Bonaventura | Arbitrage : C. Bonaventura et J. Bonaventura |

## Judo
Hommes
| Athlète           | Compétition     | 1/32 de finale      | 1/16 de finale                          | 1/8 de finale                      | Quarts de finale                                   | Demi-finales                 | Repêchage 1                              | Repêchage 2                    | Finale              | Finale |
| Athlète           | Compétition     | Adversaire Résultat | Adversaire Résultat                     | Adversaire Résultat                | Adversaire Résultat                                | Adversaire Résultat          | Adversaire Résultat                      | Adversaire Résultat            | Adversaire Résultat | Rang   |
| ----------------- | --------------- | ------------------- | --------------------------------------- | ---------------------------------- | -------------------------------------------------- | ---------------------------- | ---------------------------------------- | ------------------------------ | ------------------- | ------ |
| Felipe Kitadai    | Moins de 60 kg  | exempt              | Tumurkhuleg Davaadorj (MGL) 0011/0000   | Eisa Majrashi (KSA) 0021/0000      | Rishod Sobirov (UZB) 0001/0100                     | -                            | Choi Gwang-Hyeon (KOR) 0011/0001         | Elio Verde (ITA) · 0011/0000   | -                   | -      |
| Leandro Cunha     | Moins de 66 kg  | exempt              | Pawel Zagrodnik (POL) 0001/0011         | -                                  | -                                                  | -                            | -                                        | -                              | -                   | -      |
| Bruno Mendonça    | Moins de 73 kg  | exempt              | Fred Yannick Uwase (RWA) 1000/0000      | Dex Elmont (NED) 0002/0011         | -                                                  | -                            | -                                        | -                              | -                   | -      |
| Leandro Guilheiro | Moins de 81 kg  | exempt              | Konstantīns Ovčiņņikovs (LAT) 0001/0002 | Safouane Attaf (MAR) 1001/0001     | Travis Stevens (USA) 0000/0101                     | -                            | Takahiro Nakai (JPN) 0002/0011           | -                              | -                   | -      |
| Tiago Camilo      | Moins de 90 kg  | NC                  | Roman Gontiuk (UKR) 1001/0001           | Roberto Meloni (ITA) 1011/0001     | Dilshod Choriev (UZB) 0001/0002                    | Song Dae-Nam (KOR) 0012/0112 | -                                        | Ilias Iliadis (GRE) 0002/0011  | -                   | -      |
| Luciano Corrêa    | Moins de 100 kg | NC                  | Oumar Kone (MLI) 0102/0002              | Henk Grol (NED) 0003/0101          | -                                                  | -                            | -                                        | -                              | -                   | -      |
| Rafael Silva      | Plus de 100 kg  | NC                  | Thormodur Jonsson (ISL) 0100/0000       | Marius Paškevičius (LTU) 1001/0001 | Alexander Mikhaylin (RUS) 0001/0001 (Golden Score) | -                            | Barna Bor (HUN) 0001/0001 (Golden Score) | Sung-Min Kim (KOR) · 0011/0002 | -                   | -      |

Femmes
| Athlète                | Compétition    | 1/16 de finale                       | 1/8 de finale                         | Quarts de finale                 | Demi-finales                       | Repêchage 1                      | Repêchage 2                        | Finale                                  | Finale                         |
| Athlète                | Compétition    | Adversaire Résultat                  | Adversaire Résultat                   | Adversaire Résultat              | Adversaire Résultat                | Adversaire Résultat              | Adversaire Résultat                | Adversaire Résultat                     | Rang                           |
| ---------------------- | -------------- | ------------------------------------ | ------------------------------------- | -------------------------------- | ---------------------------------- | -------------------------------- | ---------------------------------- | --------------------------------------- | ------------------------------ |
| Sarah Menezes          | Moins de 48 kg | Van Ngoc Tu (VIE) 0021/0002          | Laëtitia Payet (FRA) 0001/0001 (Yuko) | Wu Shugen (CHN) 0011/0002        | Charline Van Snick (BEL) 0010/0000 | -                                | -                                  | Alina Alexandra Dumitru (ROU) 0110/0001 | Médaille d'or, Jeux olympiques |
| Erika Miranda          | Moins de 52 kg | exempte                              | Kim Kyung-Ok (KOR) 0010/1012          | -                                | -                                  | -                                | -                                  | -                                       | -                              |
| Rafaela Silva          | Moins de 57 kg | Miryam Roper (GER) 0021/0002         | Hedvig Karakas (HUN) 0000/1001        | -                                | -                                  | -                                | -                                  | -                                       | -                              |
| Mariana Silva          | Moins de 63 kg | Xu Lili (CHN) 0001/0101              | -                                     | -                                | -                                  | -                                | -                                  | -                                       | -                              |
| Maria Portela          | Moins de 70 kg | Yuri Alvear (COL) 0000/0110          | -                                     | -                                | -                                  | -                                | -                                  | -                                       | -                              |
| Mayra Aguiar           | Moins de 78 kg | exempte                              | Hana Mergheni (TUN) 0200/0003         | Daria Pogorzelec (POL) 0200/0000 | K. Harrison (USA) 0000/0101        | -                                | Marhinde Verkerk (NED) · 1000/0000 | -                                       | -                              |
| Maria Suellen Altheman | Plus de 78 kg  | Anne-Sophie Mondière (FRA) 0101/0000 | Nihel Cheikhrouhou (TUN) 1001/0001    | Mika Sugimoto (JPN) 0000/0100    | -                                  | Gulzhan Issanova (KAZ) 0111/0002 | Tong Wen (CHN) 0001/0100           | -                                       | -                              |

## Lutte
| Athlète              | Compétition    | Qualification       | Huitièmes de finale                    | Quarts de finale    | Demi-finales        | Repêchage 1         | Repêchage 2         | Finale              | Finale |
| Athlète              | Compétition    | Adversaire Résultat | Adversaire Résultat                    | Adversaire Résultat | Adversaire Résultat | Adversaire Résultat | Adversaire Résultat | Adversaire Résultat | Rang   |
| -------------------- | -------------- | ------------------- | -------------------------------------- | ------------------- | ------------------- | ------------------- | ------------------- | ------------------- | ------ |
| Lutte libre          |                |                     |                                        |                     |                     |                     |                     |                     |        |
| Joice Souza da Silva | Moins de 55 kg | exempte             | Battue par Valeria Zholobova (RUS) 1-3 | –                   | –                   | –                   | –                   | –                   | –      |

## Natation
Les nageurs du Brésil ont jusqu'ici atteint les minima de qualification dans les épreuves suivantes (au maximum 2 nageurs peuvent être qualifiés s'ils ont réussi les minima olympiques et un seul nageur pour les minima propres à chaque sélection), :
| Athlète                                                           | Épreuve              | Séries        | Séries | Demi-finales  | Demi-finales | Finale        | Finale                              |
| Athlète                                                           | Épreuve              | Temps         | Rang   | Temps         | Rang         | Temps         | Rang                                |
| ----------------------------------------------------------------- | -------------------- | ------------- | ------ | ------------- | ------------ | ------------- | ----------------------------------- |
| Kaio Almeida                                                      | 100 m papillon       | 53 s 14       | 28e    | -             | -            | -             | -                                   |
| Kaio Almeida                                                      | 200 m papillon       | 1 min 56 s 99 | 17e    | -             | -            | -             | -                                   |
| Henrique Barbosa                                                  | 200 m brasse         | 2 min 12 s 05 | 19e    | –             | –            | –             | –                                   |
| Tales Cerdeira                                                    | 200 m brasse         | 2 min 11 s 05 | 14e    | 2 min 09 s 77 | 9e           | –             | –                                   |
| César Cielo                                                       | 50 m nage libre      | 21 s 80       | 2e     | 21 s 54       | 1er          | 21 s 59       | Médaille de bronze, Jeux olympiques |
| César Cielo                                                       | 100 m nage libre     | 48 s 67       | 10e    | 48.17         | 5e           | 47 s 92       | 6e                                  |
| Leonardo Deus                                                     | 200 m papillon       | 1 min 58 s 03 | 21e    | –             | –            | –             | –                                   |
| Leonardo Deus                                                     | 200 m dos            | 1 min 58 s 22 | 16e    | 1 min 58 s 14 | 13e          | –             | –                                   |
| Bruno Fratus                                                      | 50 m nage libre      | 21 s 82       | 3e     | 21 s 63       | 4e           | 21 s 61       | 4e                                  |
| Felipe Lima                                                       | 100 m brasse         | 1 min 00 s 57 | 16e    | 1 min 00 s 08 | 13e          | –             | –                                   |
| Nicolas Oliveira                                                  | 100 m brasse         | 49 s 51       | 24e    | –             | –            | –             | –                                   |
| Daniel Orzechowski                                                | 100 m dos            | 55 s 16       | 28e    | –             | –            | –             | –                                   |
| Thiago Pereira                                                    | 200 m 4 nages        | 1 min 58 s 31 | 5e     | 1 min 57 s 45 | 4e           | 1 min 56 s 74 | 4e                                  |
| Thiago Pereira                                                    | 400 m 4 nages        | 4 min 12 s 39 | 2e     | NC            | NC           | 4 min 08 s 86 | Médaille d'argent, Jeux olympiques  |
| Henrique Rodrigues                                                | 200 m 4 nages        | 1 min 59 s 37 | 10e    | 1 min 59 s 58 | 12e          | -             | -                                   |
| Felipe Silva                                                      | 100 m brasse         | 1 min 00 s 38 | 15e    | 1 min 00 s 01 | 12e          | -             | -                                   |
| Kaio Almeida Marcelo Chierighini Thiago Pereira Felipe Silva      | 4 × 100 m 4 nages    | 3 min 37 s 00 | 15e    | NC            | NC           | –             | –                                   |
| Marcelo Chierighini Bruno Fratus Nicolas Oliveira Nicholas Santos | 4 × 100 m nage libre | 3 min 16 s 14 | 9e     | NC            | NC           | –             | –                                   |

| Athlète           | Épreuve          | Séries        | Séries | Demi-finales  | Demi-finales | Finale | Finale |
| Athlète           | Épreuve          | Temps         | Rang   | Temps         | Rang         | Temps  | Rang   |
| ----------------- | ---------------- | ------------- | ------ | ------------- | ------------ | ------ | ------ |
| Graciele Herrmann | 50 m nage libre  | 25 s 44       | 22e    | –             | –            | –      | –      |
| Joanna Melo       | 200 m papillon   | 2 min 13 s 17 | 26e    | –             | –            | –      | –      |
| Joanna Melo       | 200 m 4 nages    | 2 min 14 s 26 | 16e    | 2 min 14 s 74 | 15e          | –      | –      |
| Joanna Melo       | 400 m 4 nages    | DNS           | -      | NC            | NC           | –      | –      |
| Fabiola Molina    | 100 m dos        | 1 min 01 s 40 | 24e    | –             | –            | –      | –      |
| Daynara Paula     | 100 m nage libre | 55 s 94       | 26e    | –             | –            | –      | –      |
| Daynara Paula     | 100 m papillon   | 1 min 00 s 14 | 33e    | –             | –            | –      | –      |

### Nage en eau libre
| Athlète         | Épreuve      | Finale | Finale |
| Athlète         | Épreuve      | Temps  | Rang   |
| --------------- | ------------ | ------ | ------ |
| Poliana Okimoto | 10 km femmes | DNF    | -      |

## Natation synchronisée
| Athlètes                      | Compétition | Programme technique     | Programme technique | Programme libre (qualifications) | Programme libre (qualifications) | Programme libre (qualifications) | Programme libre (finale) | Programme libre (finale)  | Programme libre (finale) |
| Athlètes                      | Compétition | Points                  | Rang                | Points                           | Total (technique + libre)        | Rang                             | Points                   | Total (technique + libre) | Rang                     |
| ----------------------------- | ----------- | ----------------------- | ------------------- | -------------------------------- | -------------------------------- | -------------------------------- | ------------------------ | ------------------------- | ------------------------ |
| Nayara Figueira Lara Teixeira | Duo         | 87.100 (43.300, 43.800) | 12e                 | 87.000 (43.570, 43.430)          | 174.100                          | 13e                              | -                        | -                         | -                        |

## Pentathlon Moderne
Yane Marques qualifiés pour le tournoi avoir obtenu la médaille d'argent aux Jeux panaméricains à Guadalajara le 15 octobre 2011
| Athlète      | Compétition | Escrime (épée, une touche) | Escrime (épée, une touche) | Escrime (épée, une touche) | Natation (200 m nage libre) | Natation (200 m nage libre) | Natation (200 m nage libre) | Équitation (saut d'obstacles) | Équitation (saut d'obstacles) | Équitation (saut d'obstacles) | Combiné course/tir (3000 m / pistolet à 10 m) | Combiné course/tir (3000 m / pistolet à 10 m) | Combiné course/tir (3000 m / pistolet à 10 m) | Total | Rang                                |
| Athlète      | Compétition | Résultats                  | Rang                       | Points                     | Temps                       | Rang                        | Points                      | Pénalités                     | Rang                          | Points                        | Temps                                         | Rang                                          | Points                                        | Total | Rang                                |
| ------------ | ----------- | -------------------------- | -------------------------- | -------------------------- | --------------------------- | --------------------------- | --------------------------- | ----------------------------- | ----------------------------- | ----------------------------- | --------------------------------------------- | --------------------------------------------- | --------------------------------------------- | ----- | ----------------------------------- |
| Yane Marques | Femmes      | 21 V 14 D                  | 6e                         | 904                        | 2 min 12 s 39               | 6e                          | 1212                        | 48                            | 9e                            | 1152                          | 12 min 12 s 08                                | 12e                                           | 2072                                          | 5340  | Médaille de bronze, Jeux olympiques |

## Plongeon
| Athlète      | Compétition          | Éliminatoires                                       | Éliminatoires | Demi-finale                                         | Demi-finale | Finale | Finale |
| Athlète      | Compétition          | Points                                              | Rang          | Points                                              | Rang        | Points | Rang   |
| ------------ | -------------------- | --------------------------------------------------- | ------------- | --------------------------------------------------- | ----------- | ------ | ------ |
| Cesar Castro | Tremplin à 3 mètres  | 441.90 (73.50, 74.40, 76.50, 67.50, 73.50 et 76.50) | 14e           | 388.40 (72.00, 74.40, 76.50, 35.00, 63.00 et 67.50) | 17e         | –      | –      |
| Hugo Parisi  | Haut-vol à 10 mètres | 363.70 (76.50, 59.20, 39.60, 75.60, 66.00 et 46.80) | 30e           | –                                                   | –           | –      | –      |

| Athlète        | Compétition         | Éliminatoires | Éliminatoires | Demi-finale | Demi-finale | Finale | Finale |
| Athlète        | Compétition         | Points        | Rang          | Points      | Rang        | Points | Rang   |
| -------------- | ------------------- | ------------- | ------------- | ----------- | ----------- | ------ | ------ |
| Juliana Veloso | Tremplin à 3 mètres | 241.15 (?)    | 28e           | –           | –           | –      | –      |

## Taekwondo
Diogo da Silva (es) s'est qualifié pour le tournoi des moins de 68 kg après son top 3 obtenu lors du tournoi de qualification 2011
Natalia Falavigna se qualifie pour le tournoi en remportant les épreuves de qualification panaméricaine pour les Jeux.
Hommes
| Athlète             | Compétition | Huitièmes de finale   | Quarts de finale              | Demi-finales                             | Repêchage 1         | Repêchage 2                 | Finale              | Finale |
| Athlète             | Compétition | Adversaire Résultat   | Adversaire Résultat           | Adversaire Résultat                      | Adversaire Résultat | Adversaire Résultat         | Adversaire Résultat | Rang   |
| ------------------- | ----------- | --------------------- | ----------------------------- | ---------------------------------------- | ------------------- | --------------------------- | ------------------- | ------ |
| Diogo da Silva (es) | -68 kg      | Dmitriy Kim (UZB) 3-2 | Mohammad Abu-Libdeh (JOR) 7-5 | Mohammad Bagheri Motamed (IRI) 5-5 (SUP) | -                   | Terrence Jennings (USA) 5-8 | -                   | -      |

Femmes
| Athlète           | Compétition | Huitièmes de finale    | Quarts de finale    | Demi-finales        | Repêchage 1         | Repêchage 2         | Finale              | Finale |
| Athlète           | Compétition | Adversaire Résultat    | Adversaire Résultat | Adversaire Résultat | Adversaire Résultat | Adversaire Résultat | Adversaire Résultat | Rang   |
| ----------------- | ----------- | ---------------------- | ------------------- | ------------------- | ------------------- | ------------------- | ------------------- | ------ |
| Natalia Falavigna | +67 kg      | Lee In-jong (KOR) 9-13 | -                   | -                   | -                   | -                   | -                   | -      |

## Tennis
| Athlète         | 1/32 de finale                    | 1/16 de finale      | 1/8 de finale       | Quarts de finale    | Demi-finales        | Match pour la médaille de bronze | Finale              |
| Athlète         | Adversaire Résultat               | Adversaire Résultat | Adversaire Résultat | Adversaire Résultat | Adversaire Résultat | Adversaire Résultat              | Adversaire Résultat |
| --------------- | --------------------------------- | ------------------- | ------------------- | ------------------- | ------------------- | -------------------------------- | ------------------- |
| Thomaz Bellucci | Jo-Wilfried Tsonga 7-65, 4-6, 4-6 | –                   | –                   | –                   | –                   | –                                | –                   |

| Athlètes                    | 1/16 de finale                      | 1/8 de finale                      | Quarts de finale         | Demi-finales        | Match pour la médaille de bronze | Finale              |
| Athlètes                    | Adversaire Résultat                 | Adversaire Résultat                | Adversaire Résultat      | Adversaire Résultat | Adversaire Résultat              | Adversaire Résultat |
| --------------------------- | ----------------------------------- | ---------------------------------- | ------------------------ | ------------------- | -------------------------------- | ------------------- |
| Thomaz Bellucci / André Sá  | B. Bryan / M. Bryan 65-7, 75-6, 3-6 | -                                  | -                        | -                   | -                                | -                   |
| Marcelo Melo / Bruno Soares | Isner / Roddick 6-2, 6-4            | Berdych / Štěpánek 1-6, 6-4, 24-22 | Llodra / Tsonga 4-6, 2-6 | -                   | -                                | -                   |

## Tennis de table
Hommes
| Athlète                                    | Compétition | Tour préliminaire | 1er tour                                                                     | 2e tour          | 3e tour          | 4e tour          | Quarts de finale | Demi-finales     | Finale           | Finale |
| Athlète                                    | Compétition | Adversaire Score  | Adversaire Score                                                             | Adversaire Score | Adversaire Score | Adversaire Score | Adversaire Score | Adversaire Score | Adversaire Score | Rang   |
| ------------------------------------------ | ----------- | ----------------- | ---------------------------------------------------------------------------- | ---------------- | ---------------- | ---------------- | ---------------- | ---------------- | ---------------- | ------ |
| Hugo Hoyama                                | Simple      | exempt            | Battu par Wang Zeng Yi (POL) 3-4 (11-8, 9-11, 11-9, 11-9, 5-11, 8-11, 10-12) | -                | -                | -                | -                | -                | -                | -      |
| Gustavo Tsuboi                             | Simple      | exempt            | Battu par Soumyajit Ghosh (IND) 2-4 (9-11, 12-14, 11-7, 10-12, 11-5, 10-12)  | -                | -                | -                | -                | -                | -                | -      |
| Hugo Hoyama Thiago Monteiro Gustavo Tsuboi | Par équipes | NC                | Battus par Hong Kong 0-3                                                     | NC               | NC               | NC               | -                | -                | -                | -      |

Femmes
| Athlète                               | Compétition | Tour préliminaire                                   | 1er tour                                                          | 2e tour           | 3e tour           | 4e tour           | Quarts de finale  | Demi-finales      | Finale            | Finale |
| Athlète                               | Compétition | Opposition Result                                   | Opposition Result                                                 | Opposition Result | Opposition Result | Opposition Result | Opposition Result | Opposition Result | Opposition Result | Rank   |
| ------------------------------------- | ----------- | --------------------------------------------------- | ----------------------------------------------------------------- | ----------------- | ----------------- | ----------------- | ----------------- | ----------------- | ----------------- | ------ |
| Caroline Kumahara                     | Simple      | Bat Yasmin Farah (DJI) 4-0 (11-0, 11-2, 11-2, 11-4) | Battue par Joanna Parker (GBR) 0-4 (7-11, 5-11, 9-11, 5-11)       | -                 | -                 | -                 | -                 | -                 | -                 | -      |
| Lígia Silva                           | Simple      | Bat Anolyn Lulu (VAN) 4-0 (11-5, 11-9, 11-2, 11-3)  | Battue par Lay Jian Fang (AUS) 1-4 (11-8, 1-11, 5-11, 6-11, 1-11) | -                 | -                 | -                 | -                 | -                 | -                 | -      |
| Gui Lin Caroline Kumahara Lígia Silva | Par équipes | NC                                                  | Battues par Corée du Sud 0-3                                      | NC                | NC                | NC                | -                 | -                 | -                 | -      |

## Tir
Le Brésil possède deux places pour les épreuves de tir.
| Athlète         | Compétition            | Qualification | Qualification | Finale | Finale |
| Athlète         | Compétition            | Points        | Rang          | Points | Rang   |
| --------------- | ---------------------- | ------------- | ------------- | ------ | ------ |
| Felipe Fuzaro   | Double trap            | 131           | 17e           | NC     | NC     |
| Ana Luiza Mello | Pistolet à 25 m femmes | 560           | 39e           | NC     | NC     |

## Tir à l'arc
| Athlète       | Compétition       | Tour préliminaire | Tour préliminaire | 1er tour                                                        | 2e tour          | 3e tour          | Quarts de finale | Demi-finales     | Finale           | Finale |
| Athlète       | Compétition       | Score             | Rang              | Adversaire Score                                                | Adversaire Score | Adversaire Score | Adversaire Score | Adversaire Score | Adversaire Score | Rang   |
| ------------- | ----------------- | ----------------- | ----------------- | --------------------------------------------------------------- | ---------------- | ---------------- | ---------------- | ---------------- | ---------------- | ------ |
| Daniel Xavier | Individuel hommes | 653               | 51                | Rafał Dobrowolski (POL) 3-7 (27-23, 24-29, 26-28, 28-28, 26-27) | -                | -                | -                | -                | -                | -      |

## Triathlon
| Athlètes         | Compétition | Natation (1,5 km) | Transition 1 | Vélo (40 km)   | Transition 2 | Course (10 km) | Temps           | Résultat |
| ---------------- | ----------- | ----------------- | ------------ | -------------- | ------------ | -------------- | --------------- | -------- |
| Hommes           |             |                   |              |                |              |                |                 |          |
| Reinaldo Colucci | Hommes      | 18 min 56 s       | 41 s         | 59 min 28 s    | 28 s         | 32 min 07 s    | 1 h 50 min 59 s | 36e      |
| Diogo Sclebin    | Hommes      | 18 min 10 s       | 41 s         | 59 min 36 s    | 31 s         | 33 min 33 s    | 1 h 51 min 51 s | 44e      |
| Femmes           |             |                   |              |                |              |                |                 |          |
| Pâmella Oliveira | Femmes      | 18 min 27 s       | 42 s         | 1 h 8 min 16 s | 36 s         | 36 min 01 s    | 2 h 04 min 02 s | 30e      |

## Voile
| Athlète(s)                 | Compétition | Régate 1 | Régate 2 | Régate 3 | Régate 4 | Régate 5 | Régate 6 | Régate 7 | Régate 8 | Régate 9 | Régate 10 | Total net | Total net | Medal Race | Total | Rang                                |
| Athlète(s)                 | Compétition | Score    | Score    | Score    | Score    | Score    | Score    | Score    | Score    | Score    | Score     | Score     | Rang      | Score      | Total | Rang                                |
| -------------------------- | ----------- | -------- | -------- | -------- | -------- | -------- | -------- | -------- | -------- | -------- | --------- | --------- | --------- | ---------- | ----- | ----------------------------------- |
| Ricardo Santos             | RS:X        | 14       | 9        | 8        | 21       | 14       | 22       | 4        | 10       | 5        | 18        | 103       | 9e        | 10         | 113   | 9e                                  |
| Bruno Fontes               | Laser       | 17       | 2        | 12       | 19       | 10       | 27       | 23       | 21       | 16       | 5         | 125       | 13e       | -          | -     | -                                   |
| Jorge Zarif                | Finn        | 15       | 20       | 15       | 20       | 16       | 24       | 14       | 21       | 19       | 21        | 161       | 20e       | -          | -     | -                                   |
| Bruno Prada Robert Scheidt | Star        | 4        | 1        | 9        | 6        | 2        | 1        | 3        | 5        | 1        | 3         | 26        | 2e        | 14         | 40    | Médaille de bronze, Jeux olympiques |

| Athlète(s)                      | Compétition  | Régate 1 | Régate 2 | Régate 3 | Régate 4 | Régate 5 | Régate 6 | Régate 7   | Régate 8 | Régate 9 | Régate 10 | Total net | Total net | Medal Race | Total | Rang |
| Athlète(s)                      | Compétition  | Score    | Score    | Score    | Score    | Score    | Score    | Score      | Score    | Score    | Score     | Score     | Rang      | Score      | Total | Rang |
| ------------------------------- | ------------ | -------- | -------- | -------- | -------- | -------- | -------- | ---------- | -------- | -------- | --------- | --------- | --------- | ---------- | ----- | ---- |
| Patricia Freitas                | RS:X         | 13       | 13       | 16       | 12       | 13       | 17       | 16         | 19       | 2        | 8         | 110       | 13e       | -          | -     | -    |
| Adriana Kostiw                  | Laser Radial | 11       | 15       | 27       | 31       | 25       | 17       | 42 ( BFD ) | 26       | 30       | 34        | 216       | 25e       | –          | –     | –    |
| Ana Barbachan Fernanda Oliveira | 470          | 11       | 5        | 14       | 1        | 6        | 10       | 10         | 9        | 5        | 4         | 61        | 5e        | 14         | 75    | 6e   |

## Volley-ball

### Beach-volley
| Athlète                           | Compétition      | Tour préliminaire | Classement | Rattrapage        | Huitièmes de finale                                   | Quarts de finale                                     | Demi-finales                                     | Finale                                                 | Finale                              |
| Athlète                           | Compétition      | Adversaires Score | Classement | Adversaires Score | Adversaires Score                                     | Adversaires Score                                    | Adversaires Score                                | Adversaires Score                                      | Rang                                |
| --------------------------------- | ---------------- | --- | ---------- | ----------------- | ----------------------------------------------------- | ---------------------------------------------------- | ------------------------------------------------ | ------------------------------------------------------ | ----------------------------------- |
| Alison Cerutti Emanuel Rego       | Tournoi masculin | Poule A Doppler – Horst (AUT) W 2 – 1 (19-21, 21-17, 16-14) Bellaguarda – Heuscher (SUI) W 2 – 0 (21-17, 21-12) Lupo – Nicolai (ITA) W 2 – 0 (26-24, 21-18)        | 1er        | -                 | Erdmann / Matysik (GER) W 2 – 0 (21-16, 21-14)        | Fijałek / Prudel (POL) W 2 – 1 (21-17, 16-21, 17-15) | Pļaviņš / Šmēdiņš (LAT) W 2 – 0 (21-15, 22-20)   | Brink / Reckermann (GER) L 1 - 2 (21-23, 21-16, 14-16) | Médaille d'argent, Jeux olympiques  |
| Pedro Cunha Ricardo Santos        | Tournoi masculin | Poule F Skarlund – Spinnangr (NOR) W 2 – 0 (21-14, 21-18) Garcia Thompson – Grotowski (GBR) W 2 – 0 (21-17, 21-12) Binstock – Reader (CAN) W 2 – 0 (21-18, 24-22)  | 1er        | -                 | Gavira / Herrera (ESP) W 2 – 0 (21-18, 21-19)         | Brink / Reckermann (GER) L 0 - 2 (15-21, 19-21)      | -                                                | -                                                      | -                                   |
| Juliana Felisberta Larissa França | Tournoi féminin  | Poule A Rigobert – Li Yuk Lo (MRI) W 2 – 0 (21-5, 21-10) Holtwick – Semmler (GER) W 2 – 0 (21-18, 21-13) Háječková – Klapalová (CZE) W 2 – 0 (21-12, 21-18)        | 1er        | -                 | Meppelink – van Gestel (NED) W 2 – 0 (21-10, 21-17)   | Goller – Ludwig (GER) W 2 – 0 (21-10, 21-19)         | Kessy – Ross (USA) L 1 - 2 (21-15, 19-21, 12-15) | Xue – Zhang (CHN) W 2 – 1 (11-21, 21-19, 15-12)        | Médaille de bronze, Jeux olympiques |
| Maria Antonelli Talita Antunes    | Tournoi féminin  | Poule E Meppelink – van Gestel (NED) W 2 – 0 (21-10, 21-19) Goller – Ludwig (GER) W 2 – 1 (21-19, 29-31, 15-13) Bawden – Palmer (AUS) W 2 – 1 (18-21, 21-16, 15-9) | 1er        | -                 | Kolocová – Sluková (CZE) L 1 - 2 (16-21, 22-20, 9-15) | -                                                    | -                                                | -                                                      | -                                   |

### Volley-ball (indoor)

#### Tournoi masculin
Classement
Les quatre premières équipes de la poule sont qualifiées.
- Qualifiés pour les quarts de finale
- Éliminés

| # | Équipe     | Pts | J | G | Gt | Pt | P | Sp | Sc | Ratio | Pp  | Pc  | Ratio |
| 1 | États-Unis | 13  | 5 | 4 | 0  | 1  | 0 | 14 | 4  | 3.5   | 427 | 370 | 1.154 |
| 2 | Brésil     | 11  | 5 | 3 | 1  | 0  | 1 | 13 | 5  | 2.6   | 418 | 379 | 1.103 |
| 3 | Russie     | 11  | 5 | 3 | 1  | 0  | 1 | 12 | 5  | 2.4   | 408 | 352 | 1.159 |
| 4 | Allemagne  | 5   | 5 | 1 | 1  | 0  | 3 | 6  | 11 | 0.545 | 379 | 388 | 0.977 |
| 5 | Serbie     | 5   | 5 | 1 | 0  | 2  | 2 | 7  | 13 | 0.538 | 413 | 455 | 0.908 |
| 6 | Tunisie    | 0   | 5 | 0 | 0  | 0  | 5 | 1  | 15 | 0.067 | 294 | 395 | 0.744 |

Matchs
Quart de finale
Demi-finale
Finale

#### Tournoi féminin
Classement
Les quatre premières équipes de la poule sont qualifiées.
- Qualifiés pour les quarts de finale
- Éliminés

| # | Équipe       | Pts | J | G | Gt | Pt | P | Sp | Sc | Ratio | Pp  | Pc  | Ratio |
| 1 | États-Unis   | 15  | 5 | 5 | 0  | 0  | 0 | 15 | 2  | 7.5   | 426 | 345 | 1.235 |
| 2 | Chine        | 9   | 5 | 2 | 1  | 1  | 1 | 11 | 10 | 1.1   | 475 | 461 | 1.03  |
| 3 | Corée du Sud | 8   | 5 | 2 | 0  | 2  | 1 | 11 | 10 | 1.1   | 449 | 451 | 0.996 |
| 4 | Brésil       | 7   | 5 | 1 | 2  | 0  | 2 | 10 | 10 | 1     | 447 | 420 | 1.064 |
| 5 | Turquie      | 6   | 5 | 1 | 1  | 1  | 2 | 9  | 11 | 0.818 | 434 | 443 | 0.98  |
| 6 | Serbie       | 0   | 5 | 0 | 0  | 0  | 5 | 2  | 15 | 0.133 | 296 | 407 | 0.727 |

Matchs
Quart de finale
Demi-finale
Finale